# Vokil Point
Der Vokil Point (englisch; bulgarisch нос Вокил nos Wokil) ist eine 300 m lange Landspitze im Südwesten von Snow Island im Archipel der Südlichen Shetlandinseln. Sie bildet die Nordseite der Einfahrt zur Barutin Cove, die Südseite der Einfahrt zur Ensenada Del Mármol und liegt 2 km südlich des Esteverena Point sowie 2 km nördlich des Monroe Point.
Bulgarische Wissenschaftler kartierten sie 2009. Die bulgarische Kommission für Antarktische Geographische Namen benannte sie im selben Jahr nach dem bulgarischen Herrscherhaus Wokil im 8. Jahrhundert.